# Sarafonowo
Sarafonowo (ros. Сарафоново) – wieś (sieło) w Rosji, w obwodzie jarosławskim, w rejonie jarosławskim. W 2010 liczyła 988 mieszkańców.